# Presque Isle (Maine)
Presque Isle ist eine City im US-Bundesstaat Maine im Aroostook County und Standort der University of Maine at Presque Isle. Im Jahr 2020 lebten dort 8797 Einwohner in 4486 Haushalten auf einer Fläche von 200,9 km².

## Geographie
Nach dem United States Census Bureau hat Presque Isle eine Gesamtfläche von 200,99 km², von der 196,22 km² Land sind und 4,77 km² aus Gewässern bestehen.

### Geographische Lage
Presque Isle befindet sich im nordöstlichen Aroostook County. Presque Isle liegt am Zusammenfluss des Presque Isle Stream in den Aroostook River und der Hanson Lake liegt im Osten der City. Im Westen liegt der Arnold Brook Lake und im Südwesten der Echo Lake. Im Südwesten liegt der 212 m hohe Edmunds Hill und im Nordwesten der 265 m hohe Haines Hill.

### Nachbargemeinden
Alle Entfernungen sind als Luftlinien zwischen den offiziellen Koordinaten der Orte aus der Volkszählung 2010 angegeben.
- Norden: Caribou, 8,9 km
- Nordosten: liegt Fort Fairfield, 15,3 km
- Südosten: Easton, 16,3 km
- Süden: Westfield, 6,8 km
- Südwesten: Chapman, 14,5 km
- Westen: Mapleton, 13,3 km
- Nordwesten: Washburn, 13,7 km

### Stadtgliederung
In der City Presque Isle gibt es mehrere Siedlungsgebiete: Aroostook Farm (ehemalige Eisenbahnstation), Caribou Road, East Maysville (ehemaliges Postamt), English (ehemalige Eisenbahnstation), Goddings (ehemalige Eisenbahnstation), Maysville, Maysville Center (ehemaliges Postamt), Parkhurst, Perry (ehemalige Eisenbahnstation), Phair, Presque Isle, Presque Isle Junction, Rands, Riverview (ehemalige Eisenbahnstation), Saunders (ehemalige Eisenbahnstation), Sawyer Corner, Scott (ehemalige Eisenbahnstation), South Presque Isle (ehemaliges Postamt), Spragueville und Washburn Junction.

### Klima
|                       | Jan | Feb | Mär | Apr | Mai | Jun | Jul | Aug | Sep | Okt | Nov | Dez |   |      |
| Mittl. Tagesmax. (°C) | −5  | −4  | 1   | 8   | 17  | 22  | 25  | 23  | 18  | 12  | 3   | −3  | ⌀ | 9,8  |
| Mittl. Tagesmin. (°C) | −16 | −16 | −10 | −2  | 3   | 8   | 12  | 11  | 6   | 1   | −5  | −13 | ⌀ | −1,7 |
|                       |     |     |     |     |     |     |     |     |     |     |     |     |   |      |
| Niederschlag (mm)     | 50  | 50  | 50  | 60  | 70  | 90  | 90  | 80  | 80  | 80  | 70  | 60  | Σ | 830  |

| −16 |

| −16 |

| −10 |

| −2 |

| 3 |

| 8 |

| 12 |

| 11 |

| 6 |

| 1 |

| −5 |

| −13 |

| −16 |

| −16 |

| −10 |

| −2 |

| 3 |

| 8 |

| 12 |

| 11 |

| 6 |

| 1 |

| −5 |

| −13 |

Die mittlere Durchschnittstemperatur in Presque Isle liegt zwischen −10 °C im Januar und 18 °C im Juli. Damit ist der Ort gegenüber dem langjährigen Mittel um etwa 1 Grad kühler als das Mittel des Bundesstaates Maine. Die tägliche Sonnenscheindauer liegt am unteren Rand des Wertespektrums der USA. In der Wintersaison zwischen Oktober und April fallen im Durchschnitt 247 cm Schnee, wobei die Spitzenwerte bei 56 cm im Dezember, 49 cm im Januar und 60 cm im Februar liegen.

## Etymologie
Presque Isle stammt vom französischen Wort presqu’île (deutsch: Halbinsel). Die Halbinsel wird vom Presque Isle Stream und Aroostook River gebildet.

## Geschichte
1828 entstand eine Siedlung unter dem Namen Fairbanks. Aufgrund von Grenzstreitigkeiten zwischen Kanada und den USA brach 1838 der Aroostook-Krieg aus, der 1842 durch den Webster-Ashburton-Vertrag beendet wurde. Am 4. April 1859 wurde der Ort unabhängig. Wirtschaftsfaktor war zunächst die Holzfällerei, später auch die Landwirtschaft, insbesondere der Kartoffelanbau. 1881 entstand mit der New Brunswick Railroad der erste Bahnanschluss. 1895 wurde die Bangor and Aroostook Railroad fertiggestellt. Nachdem 1908 die Aroostook State Normal School gegründet wurde, benannte man sie 1968 in die University of Maine at Presque Isle um. Am 1. Januar 1940 erhielt Presque Isle den Status als City. Zwischen 1941 und 1961 unterhielt die United States Air Force hier die Presque Isle Air Force Base, die als Abflugstandort für Flugzeuge im Zweiten Weltkrieg und im Koreakrieg diente. Dieser Flugplatz wurde später zum örtlichen Regionalflughafen, von dem aus auch am 11. August 1978 zur ersten Atlantiküberquerung in einem Ballon (Double Eagle II) gestartet wurde.

### Einwohnerentwicklung
| Volkszählungsergebnisse – City of Presque Isle, Maine | Volkszählungsergebnisse – City of Presque Isle, Maine | Volkszählungsergebnisse – City of Presque Isle, Maine | Volkszählungsergebnisse – City of Presque Isle, Maine | Volkszählungsergebnisse – City of Presque Isle, Maine | Volkszählungsergebnisse – City of Presque Isle, Maine | Volkszählungsergebnisse – City of Presque Isle, Maine | Volkszählungsergebnisse – City of Presque Isle, Maine | Volkszählungsergebnisse – City of Presque Isle, Maine | Volkszählungsergebnisse – City of Presque Isle, Maine | Volkszählungsergebnisse – City of Presque Isle, Maine |
| Jahr                                                  | 1800                                                  | 1810                                                  | 1820                                                  | 1830                                                  | 1840                                                  | 1850                                                  | 1860                                                  | 1870                                                  | 1880                                                  | 1890                                                  |
| ----------------------------------------------------- | ----------------------------------------------------- | ----------------------------------------------------- | ----------------------------------------------------- | ----------------------------------------------------- | ----------------------------------------------------- | ----------------------------------------------------- | ----------------------------------------------------- | ----------------------------------------------------- | ----------------------------------------------------- | ----------------------------------------------------- |
| Einwohner                                             |                                                       |                                                       |                                                       |                                                       |                                                       |                                                       | 723                                                   | 970                                                   | 1305                                                  | 3046                                                  |
| Jahr                                                  | 1900                                                  | 1910                                                  | 1920                                                  | 1930                                                  | 1940                                                  | 1950                                                  | 1960                                                  | 1970                                                  | 1980                                                  | 1990                                                  |
| Einwohner                                             | 3804                                                  | 5179                                                  | 5581                                                  | 6965                                                  | 7939                                                  | 9954                                                  | 12886                                                 | 11452                                                 | 11172                                                 | 10550                                                 |
| Jahr                                                  | 2000                                                  | 2010                                                  | 2020                                                  | 2030                                                  | 2040                                                  | 2050                                                  | 2060                                                  | 2070                                                  | 2080                                                  | 2090                                                  |
| Einwohner                                             | 9511                                                  | 9692                                                  | 8797                                                  |                                                       |                                                       |                                                       |                                                       |                                                       |                                                       |                                                       |

## Kultur und Sehenswürdigkeiten

### Bauwerke
Zwei Gebäude in Presque Isle stehen unter Denkmalschutz und wurden ins National Register of Historic Places aufgenommen.
Die im Jahr 1887 gebaute Presque Isle National Bank wurde im Jahr 1986 unter der Register-Nummer 86002106 aufgenommen.
Das US Post Office-Presque Isle Main wurde 1932 gebaut und im Jahr 1986 unter der Register-Nummer 86001034 aufgenommen.

## Wirtschaft und Infrastruktur

### Verkehr
Die Stadt liegt etwa 100 Kilometer nordöstlich des Baxter State Park am U.S. Highway 1. Der Northern Maine Regional Airport gewährleistet eine Anbindung an das nationale Flugnetz. 8,5 km nordöstlich von Presque Isle befindet sich das Nordic Heritage Center, in dem verschiedene Möglichkeiten für Winter- und Sommersport gegeben sind. Mehrere Bahnstrecken führen durch Presque Isle, die Bahnstrecke Presque Isle–West Caribou, Bahnstrecke Presque Isle Junction–Washburn Junction, Bahnstrecke Brownville–Saint-Leonard und die Bahnstrecke Mapleton–Presque Isle.

### Öffentliche Einrichtungen
Die Mark and Emily Turner Memorial Library steht mit ihrem Angebot den Bewohnern von Presque Isle und den umliegenden Towns zur Verfügung.
In Presque Isle befindet sich neben dem Aroostook Medical Center weitere Krankenstationen, nicht nur für die Bewohner der City, sondern auch für die der angrenzenden Towns.

### Bildung
Presque Isle gehört mit Castle Hill, Chapman, Mapleton und Westfield zum Maine School Administrative District #1.
Im Schulbezirk werden folgende Schulen angeboten:
- Zippel Elementary School in Presque Isle
- Mapleton Elementary School in Mapleton
- Pine Street Elementary School in Presque Isle
- Presque Isle Middle School in Presque Isle
- Presque Isle High School in Presque Isle
- Presque Isle Regional Career & Technical Center in Presque Isle

In Presque Isle liegt folgende Hochschule:
- The University of Maine at Presque Isle (UMPI)

## Persönlichkeiten

### Söhne und Töchter der Stadt
- Jay Brewer (* 1971), Zeichner
- John Cariani (* 1969), Schauspieler
- John Crowley (* 1942), Autor, Produzent und Dozent
- Lynn Flewelling (* 1958), Autorin
- Arthur R. Gould (1857–1946), Politiker und Unternehmer
- Ellis Paul (* 1965), Musiker
- Jack Sepkoski (1948–1999), Paläontologe
- Ron Tingley (* 1959), Baseballspieler

### Persönlichkeiten, die in der Stadt gewirkt haben
- Arthur R. Gould (1857–1946), Politiker